# Загорное (Львовская область)
Загорное (укр. Загірне, нем. Gelsendorf) — село в Стрыйской городской общине Стрыйского района Львовской области Украины.
Население по переписи 2001 года составляло 1345 человек. Занимает площадь 14,59 км². Почтовый индекс — 82446. Телефонный код — 3245.

## История
Основана в 1784 году как образцовая немецкая протестантская деревня в рамках политики австрийской колонизации под названием Гельзендорф (Gelsendorf).
В 1920—30-е годы на землях деревни был найден природный газ, что привело к резкому улучшению благосостояния немецких крестьян.
В 1941 году большая часть немецкого населения была репатриирована в Германский Рейх, на территорию т. н. Вартегау (область вокруг реки Варты, захваченная у Польши в 1939 и присоединённая к Рейху). Тогда же в Гельзендорфе был организован пересылочный лагерь для поляков, депортируемых из Вартегау.

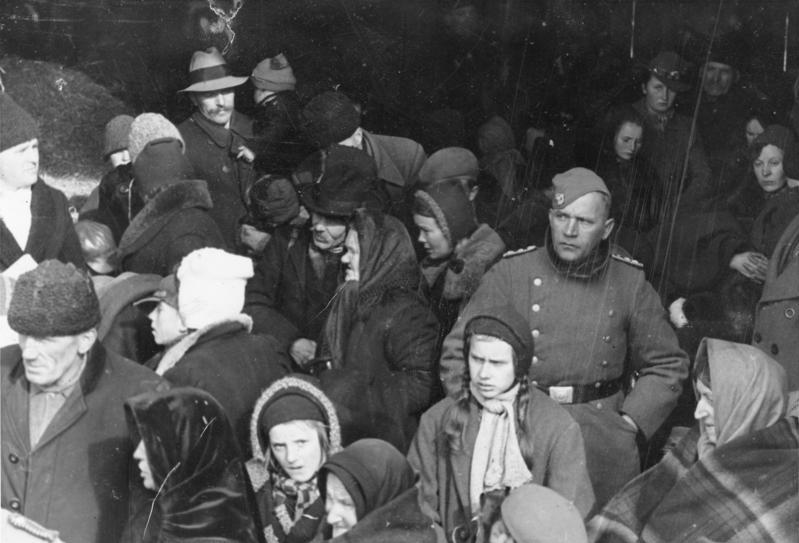
Гельзендорф, распределительный лагерь поляков, депортированных из Вартегау, 1941

После войны деревня была заселена украинскими и русскими колхозниками.
В 1949 году Указом ПВС УССР посёлок Гельзендорф переименован в Загорное.

## Достопримечательности
В Загорном была построена одна из самых красивых немецких церквей Галиции. Она была разрушена в 1944 г.